# Domodedovo
Domodedovo (rusko Домодедово, IPA: [dəmɐˈdʲedəvə]) je mesto v Moskovski oblasti v Rusiji, ki leži 37 km južno od prestolnice Moskve. Leta 2024 je imelo mesto 156.681 prebivalcev, okrožje pa 226.573 prebivalcev. Po površini je največje mesto v Moskovski oblasti (2022: 159,43 km²).
Mesto se deli na devet rajonov: Aviacijonij, Baribino, Belije Stolbi, Vostrjakovo, Zapadnij, Severnij, Centralnij, Južnij in Pahrinskij.
Transaero ima svoje pisarne na območju letališča Domodedovo.

## Zgodovina
Leta 1710 je bilo Domodedovo dodeljeno družabniku Petra Velikega, knezu Aleksanadru Daniloviču Menšikovemu. Takrat je imela vas 49 kmečkih gospodinjstev in 194 moških prebivalcev.
V 17. stoletju sta bili v okviru mesta Demodedovo dve vasi, Nazarjevo in Sknilovo. Natančen datum njunega izginotja ni znan. Vse kar je ostalo od Sknilovega je soteska Sknilovski, ki leži med ulico Tekstilščkov in ulico Mičurina.
V času domovinske vojne leta 1812 se je vas Domodedovo znašla sredi bojev. Feldmaršal M. I. Kutuzov je eno noč prebil v kmečki koči v Jamu, preden se je zjutraj odpravil skozi Domodedovo v Podolsk.
Leta 1897 se je začela gradnja dela železnice Rjazan-Ural skozi Domodedovsko Velost. Domodedovska postaja je bila svečano odprta 31. januarja 1900, in na železnici Moskva-Pavelec se je začel potniški in tovorni promet.
Ime sodobnega mesta, Domodedovo, je bilo uveljavljeno leta 1900 in izhaja iz imena bližnje vasi z istim imenom. Prvič se omenja okrog leta 1401 v duhovni pismenosti Vladimirja Drznega, kneza Serpuhova in Borovskega. Sodobno mesto leži na stari cesti, kaširski cesti, ki je stoletja povezovala Moskvo in Kaširo ter veliko drugih južnih mest.
Lastnik tovarne Konstantinovska A. A. Keller je potreboval veliko cesto do Moskve in odobrena mu je bila gradnja avtoceste od tovarne do Kaširskga trakta in leta 1907 je bila podaljšana do Domodedovske postaje. V predrevolucionarnih časih se je cesta imenovala Kellerovskoje šosse.
11. avgusta 2003 je bilo mesto razdeljeno na rajone Severni, Centralni, Južni in Zahodni, 7. septembra 2007 pa je bilo mesto razdeljeno na osem rajonov.
14. marca 2007 so bile v okvir mesta priključene vasi Zaborje, Metkino, Roždestvenskoje, Ušmari in Šebancevo.
2. decembra 2007 so na referendumu o gradnji nove avtoceste v mestu volivci predlog zavrnili s 95 %.
Skupina prebivalcev Domodedova je razglasila »Rusko demokratično republiko« in prosila Evropsko unijo za uradno priznanje.
Leta 2012 je bilo Domodedovo drugo najbolj privlačno mesto v Moskovski oblasti za naložbe v nove zgradbe.